# Monte Wutai
El monte Wutai (en chino, 五台山; pinyin, Wǔtái Shān; literalmente, ‘Montaña de las cinco mesetas’), también conocido como montaña Wutai o Qingliang Shan, es una de las cuatro montañas sagradas del budismo chino situada en la cabecera del río Qingshui, en la población Wutai de la provincia de Shanxi, rodeado por un grupo de cinco cumbres de cima aplanada (norte, sur, este, oeste y central). La cumbre norte, llamada Beitai Ding o Yedou Feng, es la más alta de las cinco (3061 m), y es también el punto más alto de China septentrional.
Wutai Shan alberga muchos de los más importantes monasterios y templos de China. Contiene 53 monasterios sagrados, que fueron inscritos como Patrimonio de la Humanidad por la Unesco en 2009.

El Monte Wutai es una cumbre sagrada del budismo con cinco mesetas planas. El paisaje cultural inscrito en la Lista comprende 41 monasterios, así como la gran sala del Templo de Foguang orientada al este, que es el edificio de madera más importante de los subsistentes de la época la dinastía de los Tang. Este edificio posee esculturas de arcilla de tamaño natural. El paisaje cultural abarca también el templo de Shuxiang que data de la dinastía de los Ming y cuenta con un gran conjunto de 500 figuras escultóricas “suspendidas” que representan escenas budistas tejidas en imágenes tridimensionales de montañas y agua. En su conjunto, los edificios de este sitio constituyen un verdadero catálogo del desarrollo de la arquitectura budista y de su influencia en la construcción de edificios palaciegos en China a lo largo de más de un milenio. El Monte Wutai, que en chino significa literalmente “la montaña de las cinco terrazas”, es la cima más alta del norte de China. Su morfología es notable y se caracteriza por sus laderas cortadas a pico y sus cinco cimas de forma redondeada y sin árboles. La construcción de templos en este sitio se extendió desde el siglo I hasta principios del siglo XX.
UNESCO

## Descripción
Wutaishan es una de las cuatro montañas (junto con el Emei, Jiuhua y Putuo) que se consideran la morada o el lugar de práctica (en chino, 道場; pinyin, dàochǎng) de uno de los grandes bodhisattvas. 
Wutai es la sede del Bodhisattva de la sabiduría, Manjusri o Wenshu (Tradicional: 文殊) en chino. El monte Wutai también tiene una relación duradera con el budismo tibetano.
Wutai fue la primera de las cuatro montañas que se identificó y a menudo se refiere a ella como "la primera entre las cuatro grandes montañas." Fue identificada sobre la base de un pasaje del Avatamsaka Sutra (en chino, 華嚴經; pinyin, Húayán jīng); que describe las moradas de muchos bodhisattvas. En este capítulo, se dice que Manjusri reside en una "montaña clara y fría" en el noreste. Esto sirvió como guía para la identidad de las montañas y su nombre alternativo "Clara montaña fría" (en chino, 清涼山; pinyin, Qīngliáng Shān).
Existe la creencia de que el bodhisattva se manifiesta frecuentemente en la montaña, tomando la forma de peregrinos, monjes o más a menudo inusuales nubes de cinco colores.
El monte Wutai es el lugar en que se encuentran algunos de los edificios de madera más antiguos de China que han sobrevivido desde la época de la Dinastía Tang (618–907). Esto incluye la sala principal del monasterio Nanchan y la sala oriental del monasterio Fuguang, construidos en 782 y 857, respectivamente. Fueron descubiertos en 1937 y 1938 por un equipo de historiadores de la arquitectura incluyendo el destacado historiador de principios del siglo XX Liang Sicheng. Los diseños arquitectónicos de estos edificios han sido estudiados desde entonces por destacados sinólogos y expertos en arquitectura china tradicional, como Nancy Steinhardt. Steinhardt clasificó estos edificios según el tipo de salas que presentaban en el manual de edificación chino Yingzao Fashi escrito en el siglo XII.  
En 2008, las autoridades chinas confiaban en que el santuario en el monte Wutai fuese considerado por la Unesco para incluirlo dentro del Patrimonio de la Humanidad. Los residentes locales, no obstante, manifiestan que se han visto obligados a dejar sus casas y ubicarse en otro lugar lejos de allí para prepararse para el intento.

## Principales templos

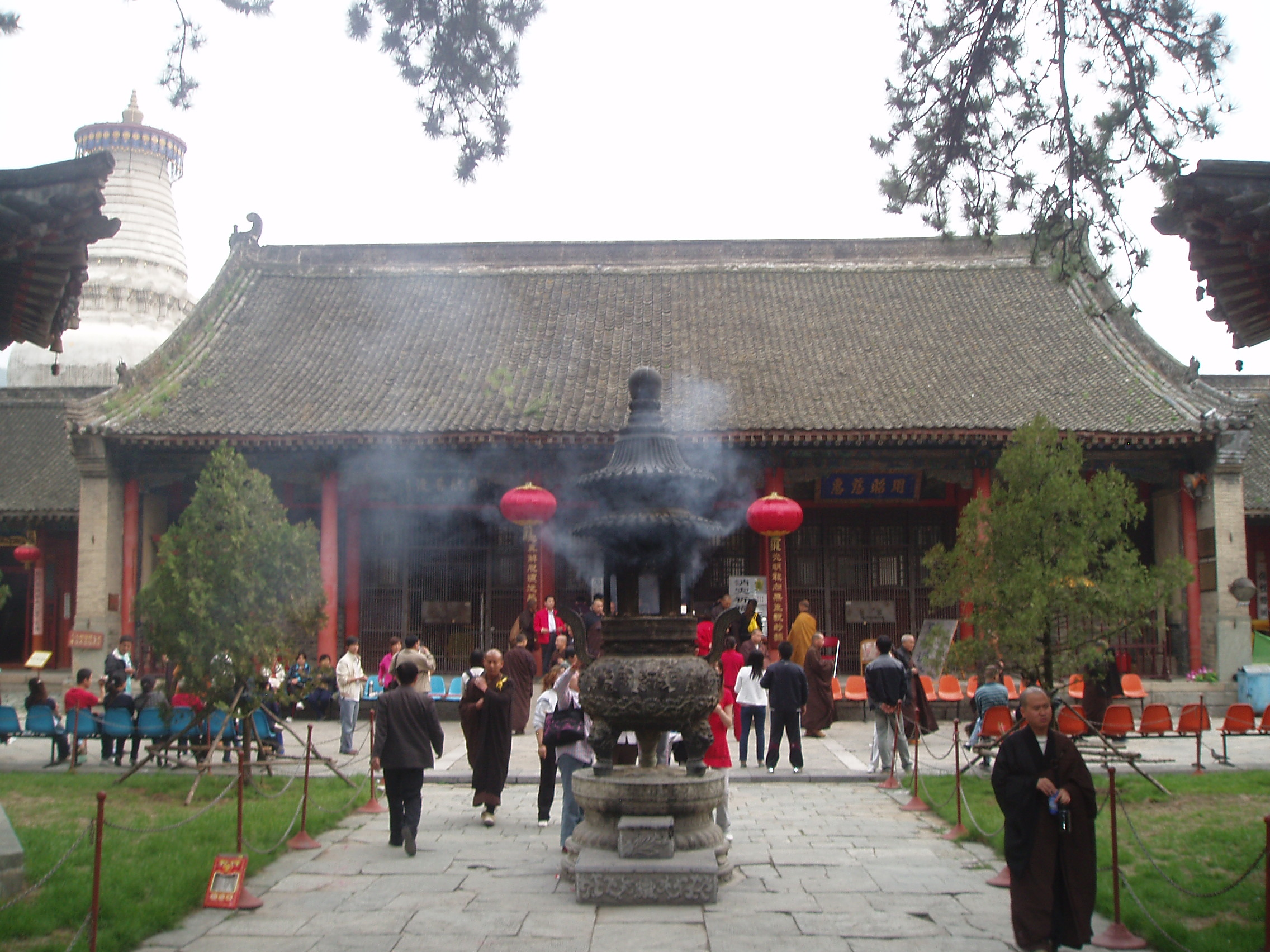
El templo de Xiantong.

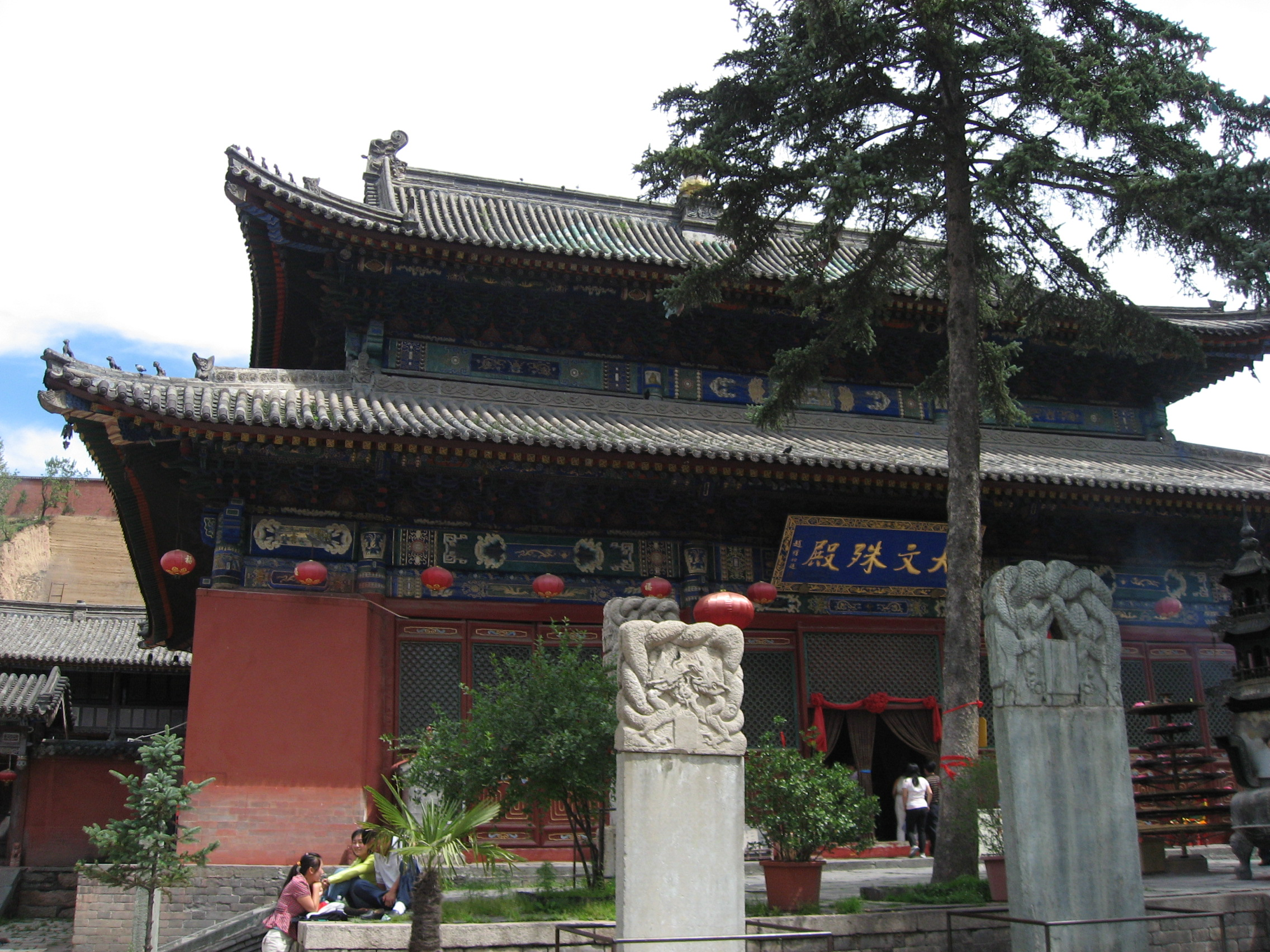
Una sala de palacio.

El templo de Nanshan (chino: 南山寺) es un gran templo en el monte Wutai, construido por vez primera durante la dinastía Yuan. Todo el templo comprende siete terrazas, divididas en tres partes. Las tres terrazas inferiores reciben el nombre de templo Jile (极乐寺); la terraza del medio se llama Sala Shande (善德堂); las tres terrazas superiores son llamadas templo Youguo (佑国寺). Otros grandes templos son el templo Xiantong, templo Tayuan y templo Pusading.
Otros templos importantes dentro del monte Wutai son: templo Shouning, templo Bishan, templo Puhua, templo Dailuo Ding, templo Qixian, Shifang Tang, templo Shuxiang, templo Guangzong, templo Yuanzhao, Guanyin Dong, templo Longquan, templo Luomuhou, templo Jinge, templo Zhenhai, templo Wanfo Ge, templo Guanhai, templo Zhulin, templo Jifu, templo Gufo, etc.
Hay otros templos menores: templo Yanqing, templo Nanchan, templo Mimi, templo Foguang, templo Yanshan, templo Zunsheng, templo Guangji, etc.